# アントウェルペン＝ベルヘム駅
アントウェルペン＝ベルヘム駅（Station Antwerpen-Berchem）はアントウェルペン・ベルヘム地区にある鉄道駅である。通常は省略されてベルヘム駅と呼ばれている。1975年当時はベルヘム駅と呼ばれていたが、後の自治体合併でアントウェルペンが追加され現行の名称になった。
2007年冬の時刻改正前まではローカル列車と同じようにタリスなどの国際列車が発着しアムステルダム方面やブリュッセルを経由しパリ方面へ向かっていた。アムステルダム直通のタリスは現在ではアントウェルペン中央駅の改良工事が完成し、ベルヘム駅は通過となっている。
ベルヘム駅にはトラム8系統・11系統が乗り入れていて、ボルヘルアウト地区のGitschotelとドゥーレン南地区のEksterlaarを結んでいる。

## 駅概要
- 開業年月日 1836年5月3日
- 駅コード FCV
- IATA空港コード ZYZ
- 乗り入れ路線 15 - 25 - 27 - 59
- ホーム数 5,番線数 10